# Erica seriphiifolia
Erica seriphiifolia är en ljungväxtart som beskrevs av Richard Anthony Salisbury. Erica seriphiifolia ingår i släktet klockljungssläktet, och familjen ljungväxter. Inga underarter finns listade i Catalogue of Life.